# Mosaike der Demetrius-Kirche in Thessaloniki

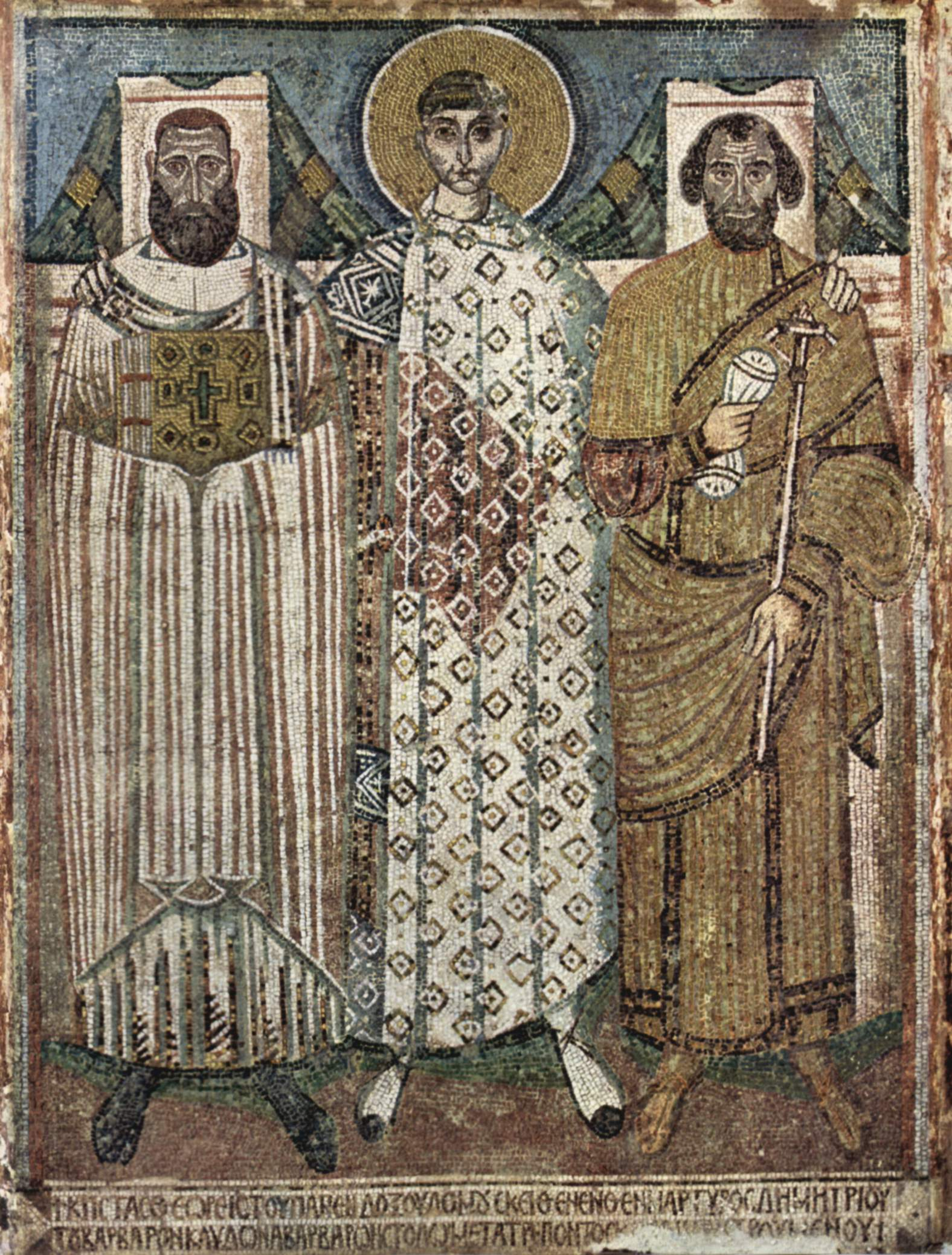
Hl. Demetrios und Stifter (Bischof und Statthalter von Saloniki), Mosaik in der Demetrios-Kirche in Thessaloniki, 6./7. Jahrhundert

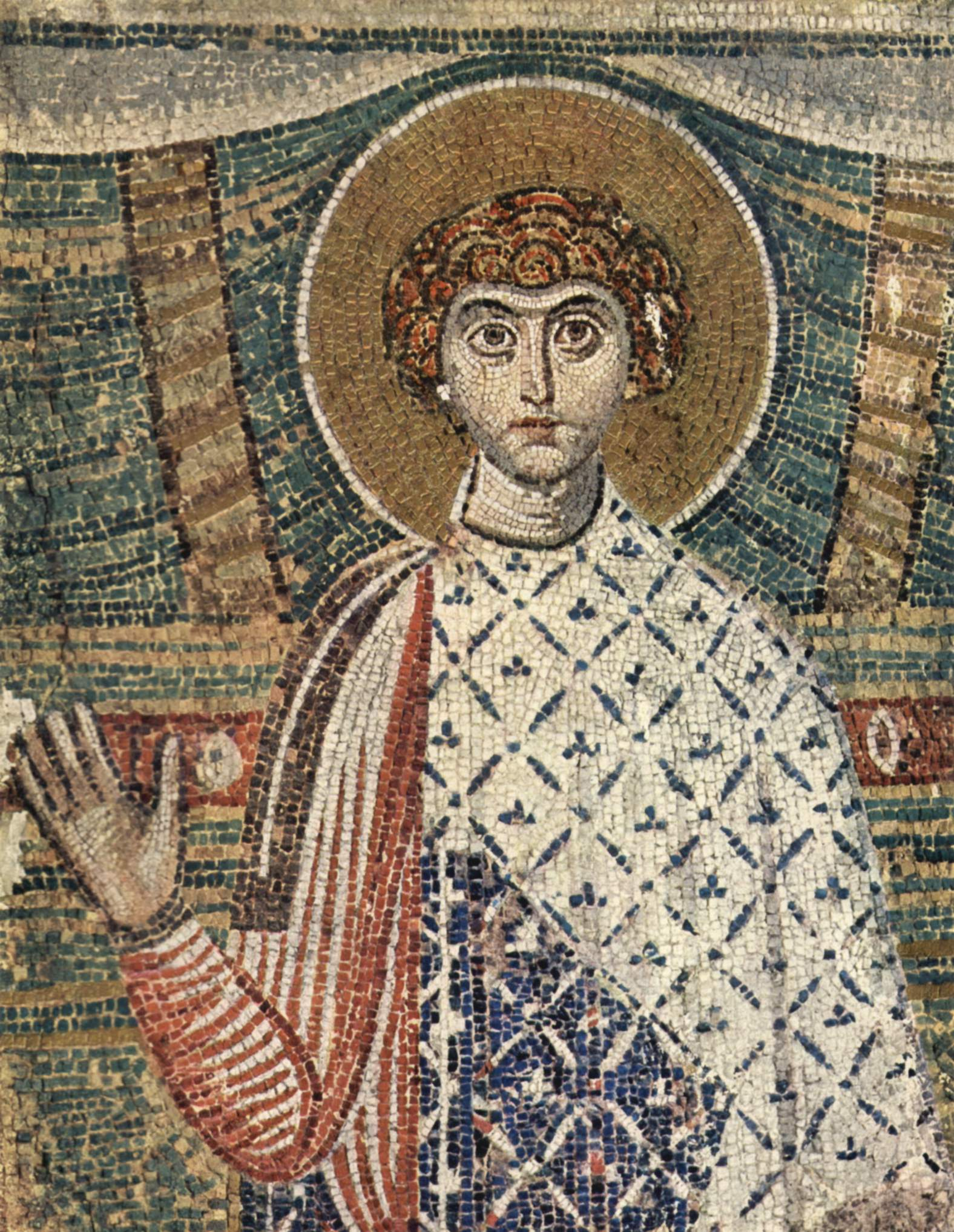
Hl. Demetrios, Mosaik in der Demetrios-Kirche in Thessaloniki, 6./7. Jahrhundert

Ende des 6. Jahrhunderts oder Anfang des 7. Jahrhunderts wurden von unbekannten Künstlern Mosaike in der Kirche Hagios Demetrios in Thessaloniki in Griechenland geschaffen.
Die Mosaike in der dem Heiligen Demetrios geweihten Kirche entstanden nach 620, nach einem Brand der Kirche. Sie  gehören zu den bedeutendsten Beispielen der Byzantinischen Kunst. 

## Die Mosaike des Heiligen
Nachdem, wie angenommen, Reliquien des Heiligen Demetrios vor dem Ansturm der Hunnen um 440 aus Sirmium im heutigen Serbien nach Thessaloniki gebracht worden waren, entwickelte sich die Stadt Thessaloniki im 6. Jahrhundert zu einem Zentrum der Verehrung des Heiligen. Demetrios wurde zu einem der wichtigsten Heiligen der Ostkirche, der aber später, beispielsweise im 13. Jahrhundert, auch in der Westkirche bekannt wurde. Zwei Mosaike stellen den Heiligen lebendig und nahe dar.  Sie zeigen den Heiligen und die Kleidung von byzantinischen Hofbeamten so genau, dass sie noch heute eine interessante Quelle zur Funktion von Farbe und Kleidungsteilen im byzantinischen Hofzeremoniell sind. 
Auch wenn die Darstellungen des Heiligen bereits dem später üblichen strengen byzantinischen Stil mit einer formelhaften Sprache folgen, so sind sie doch in fast malerischem Stil geschaffen. Andere Mosaiken der Kirche wie die Medaillonbilder der gleichen Bauphase haben im Vergleich einen mehr linearen Stil, beispielsweise im Faltenwurf der Kleider, und sind daher mit Sicherheit von anderen Künstlern entworfen und gesetzt worden.

## Kunstgeschichtliche Interpretation der Mosaike
Die Demetrios-Kirche war nach der Eroberung Griechenlands durch das Osmanische Reich in eine Moschee umgewandelt worden und die Mosaike waren unter Verputz verborgen.  Nach ihrer Wiederentdeckung wurden sie zwischen 1917 und  1949 restauriert, und nochmals dann seit 1998 renoviert und untersucht. Auch wenn in der byzantinischen Kunstgeschichte in der Fachwelt der Gebrauch von Notnamen nicht üblich ist, so herrscht doch Einvernehmen, dass die Bilder des Heiligen Demetrios in seiner Kirche in Thessaloniki eines der Meisterwerke der Byzantinischen Kunst und des noch frühen Christentums  sind. Sie sind ein wichtiges Kunstwerk, das zum Verstehen der Entwicklung des Glaubensverständnisses und der Rolle der Heiligenverehrung nicht nur in der Ostkirche beitragen kann. Dabei kann die Unterscheidung von Künstlern der Mosaike andeuten, wie sich Künstler unter der Führung des byzantinischen Hofes und seiner Kleriker in individueller Weise um die Umsetzung und Darstellung neuer Religionsvorstellungen an den Wänden der Kirche bemühten und wie sie es erreichen wollten, der Gemeinde die Kirche und ihre Heiligen lebendig nahezubringen. 
Die Betrachtung der Mosaike kann zu einem Verständnis der Vorgeschichte des sogenannten Byzantinischen Bilderstreits  beitragen, der etwa hundert Jahre nach ihrer Entstehung aufkommenden theologischen Debatte in der Ostkirche und dem byzantinischen Kaiserhaus um den richtigen Gebrauch und die Regelung von Kunst und Künstlern bei den Personendarstellungen in Kirchen.  Die Mosaike sind weiter auch ein wichtiges Bild in der Geschichte der Entwicklung der spätrömischen Welt, in der Transformation dieser Welt vom Jahr 400 bis zum Jahr 900 und dem Ursprung eines Europas, das auch im Westen Elemente Byzantinischer Kunst wie die Heiligendarstellungen des Demetrios bereits früh aufnahm und verarbeitete, wenn auch aus Sicht einer westlichen Kirchenpolitik.